# 李绍洛
李绍洛（？—？），山东栖霞人，清朝政治人物。

## 生平
李紹洛是乾隆庚子年（1780年）舉人，大挑試用。嘉慶五年（1800年）七月至九月任江蘇溧陽縣知縣，1800年至1802年任江蘇上海县知县。